# Jan van Helmont

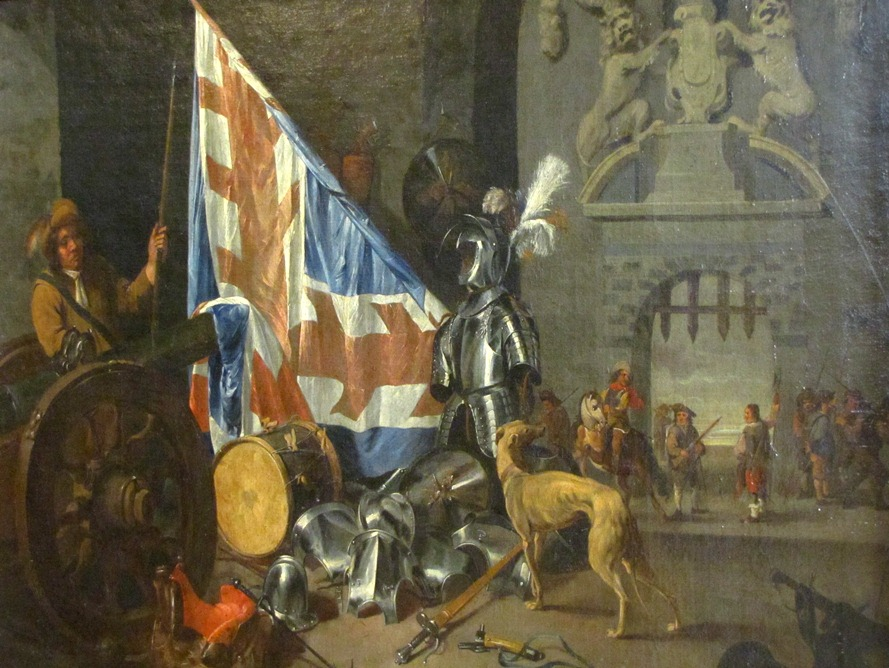
Soldatenstillleben, 1679.

Jan van Helmont (* 14. Februar 1650 in Antwerpen; † nach 1714) war ein niederländischer flämischer Porträt- und Genremaler.

## Leben
Jan van Helmont war Sohn und Schüler des Mattheus van Helmont, der ebenfalls Künstler war. 1675 wurde Jan Meister der Lukasgilde und meldete zwischen 1682 und 1697 sieben Lehrlinge an. Am 26. August 1679 heiratete er Isabella de Rousseau, mit der er vier Kinder hatte. 
Er erhielt wiederholt Porträtaufträge von der Stadtverwaltung Antwerpens. Jacobus Houbraken stach mehrere Porträts von der Hand des Jan van Helmont, u. a. jenes des Antwerpener Bürgermeisters Bruno van der Dussen.

## Werke (Auswahl)
Es sind heute nur noch wenige Arbeiten von der Hand des Jan van Helmont erhalten.
- Soldatenstillleben mit Geschütz, Rüstungsteilen und Fahne, 1679, Öl auf Leinwand, ca. 60 × 85 cm, Heeresgeschichtliches Museum, Wien.[1]